# 上田雅美
上田雅美（1974年11月19日—）是一位日本音乐作曲家兼小号演奏家，作品主要以游戏原声配乐为主。

## 简介
上田雅美是日本游戏公司CAPCOM首席音乐作曲家，为世人所熟知的作品有《生化危机》、《红侠乔伊》、《大神》等系列游戏的原声配乐。曾先后在CAPCOM（卡普空）、Clover Studio（四叶草工作室）、SEEDS株式会社和白金工作室任职。2018年離開白金工作室，成為一名自由職業者，同年12月，創立了遊戲音樂製作公司Miyabi Game Audio並被任命為代表董事。

## 作品
- 見てしんぜよう（1995年、街机）
- 生化危机（1996年3月22日、PS）
- 生化危机2（1998年1月29日、PS）
- 狡猾的滑雪者（1999年2月4日、PS）
- 生化危机3：复仇女神（1999年9月22日、PS）
- 惡魔獵人（2001年8月23日、PS2）
- 超魔界村R（2002年7月19日、GBA）
- 完美超人Joe（2003年6月26日、NGC）
- 完美超人Joe2：黑胶片之谜（2004年12月16日、PS2 & NGC）
- 生化危机全集OST（2005年）
- 大神（2006年4月20日、PS2）
- 魔兵驚天錄（2009年10月29日、XBOX360 & PS3）
- 猎天使魔女2（2014年9月20日、Wii U）